# Changi Airport Skytrain

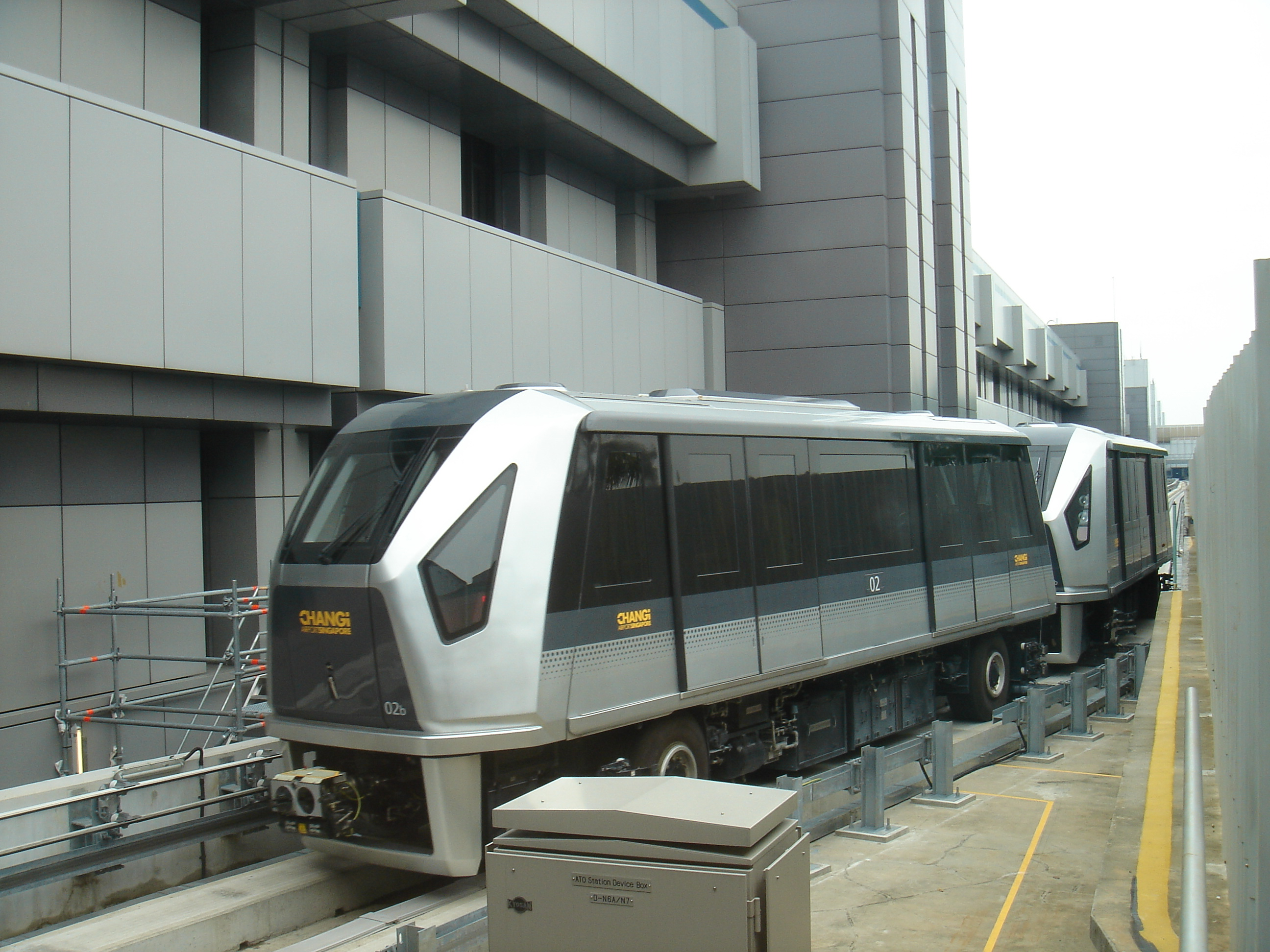
Crystal Mover

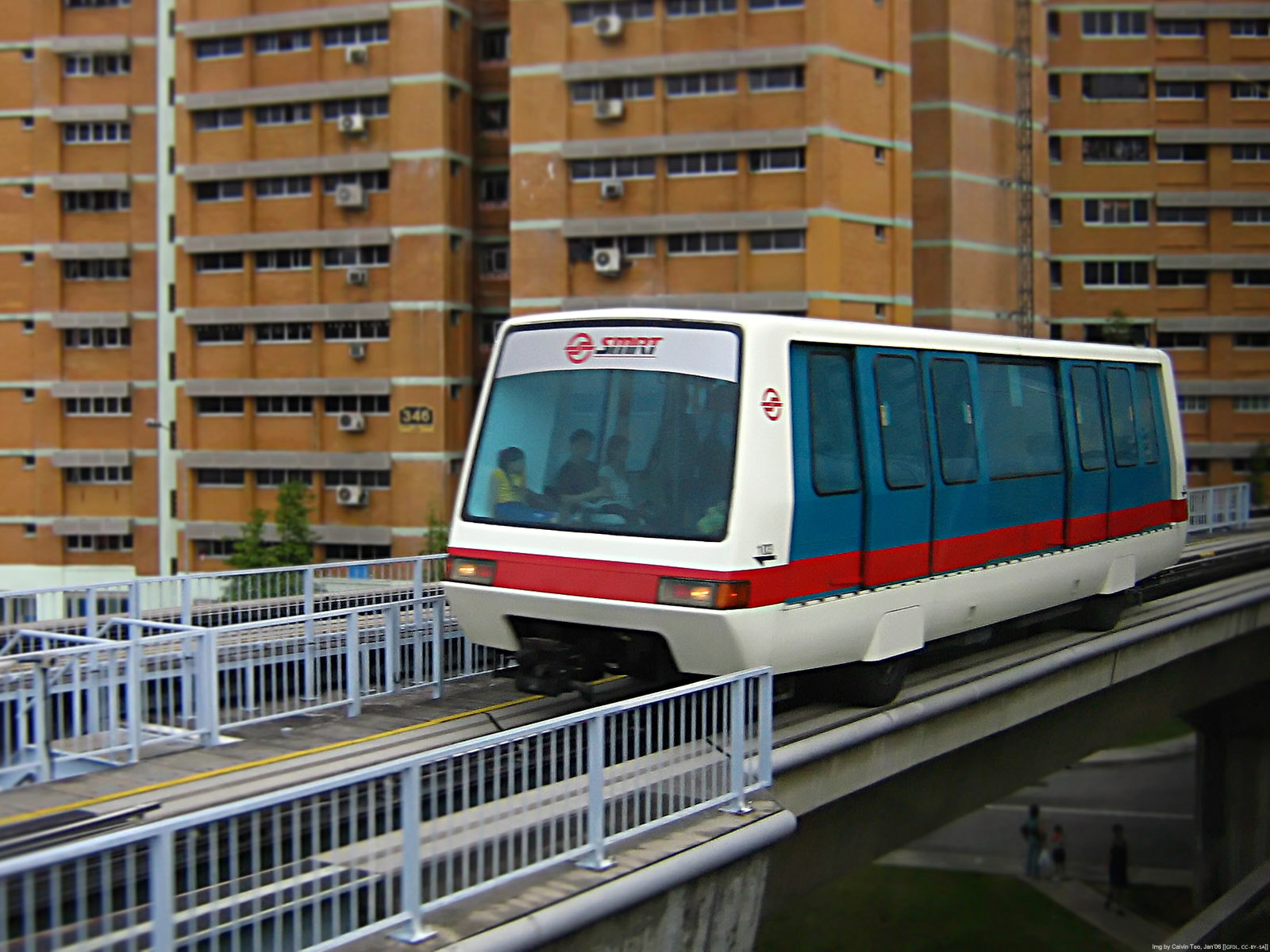
Bombardier CX-100

Changi Airport Skytrain är en rälsbuss som förbinder terminal 1, 2 och 3 på Singapore Changi Airport. Tågen som används kallas Crystal Mover, skapade av Mitsubishi. Tidigare användes Bombardier CX-100.
Linjen har sju stationer.

## Stationer
| Station | Terminal   | Destination Station | Service                |
| ------- | ---------- | ------------------- | ---------------------- |
| A       | Terminal 3 | A South             | Genomresa/Frakt        |
| A       | Terminal 3 | F                   | Genomresa/Frakt        |
| A South | Terminal 3 | A                   | Genomresa/Frakt        |
| B       | Terminal 3 | C                   | Publik/Genomresa/frakt |
| B       | Terminal 3 | E                   | Publik/Genomresa/Frakt |
| C       | Terminal 1 | B                   | Publik/Genomresa/Frakt |
| D       | Terminal 1 | E                   | Publik/Genomresa/Frakt |
| E       | Terminal 2 | B                   | Publik/Genomresa/Frakt |
| E       | Terminal 2 | D                   | Publik/Genomresa/Frakt |
| F       | Terminal 2 | A                   | Genomresa/Frakt        |